# Diospilus ruficeps
Diospilus ruficeps är en stekelart som beskrevs av Szepligeti 1905. Diospilus ruficeps ingår i släktet Diospilus och familjen bracksteklar. Inga underarter finns listade i Catalogue of Life.